# Au départ (chanson)
 (décembre 2021).
Si vous disposez d'ouvrages ou d'articles de référence ou si vous connaissez des sites web de qualité traitant du thème abordé ici, merci de compléter l'article en donnant les références utiles à sa vérifiabilité et en les liant à la section « Notes et références ».
Au départ est la chanson la plus connue de l'album Pourquoi battait mon cœur, d'Alex Beaupain. Elle est sortie en 2011.

## Thématique
La chanson évoque les deux scrutins ayant vu l’élection de François Mitterrand à la tête de l'État, et la période 1997-2002 durant laquelle Lionel Jospin a été premier ministre.
En 1981, à la suite de l'élection de François Mitterrand en tant que président de la République, c'est la joie, les espoirs et les réformes qui s'ensuivent (abolition de la peine de mort, la 5e semaine de congés payés, etc) : « La guillotine au panier / Il aurait dit quelle histoire 5e semaine de congé / Au départ c’est toujours mieux ». Mais cela finit par les mesquineries politiques (« lui c'est lui et moi c'est moi ») et la cohabitation avec le gouvernement de Jacques Chirac en 1986.
En 1988, Mitterrand est réélu : ce sont les Accords de Matignon et la loi instaurant le RMI. Mais cela finit par le suicide de Pierre Bérégovoy (« Et puis au bord du canal / Un 1er mai sans raison / Nos amours se tirent une balle ») et la seconde cohabitation avec le gouvernement d'Édouard Balladur en 1993.
En 1997, c'est la dissolution de l'Assemblée nationale par Jacques Chirac et une nouvelle victoire de la gauche aux élections législatives. Lionel Jospin est nommé Premier ministre et est soutenu par une majorité plurielle (socialistes, communistes, radicaux, écologistes) : « Au départ au départ / C’est tout beau, c’est tout pluriel ». La nouvelle majorité fait voter la loi sur les 35 heures et celle créant le PACS (« 35 heures et ça repart / C’est les mariages arc-en-ciel »). L'aventure se termine par la défaite de Lionel Jospin et un second tour de l'élection présidentielle opposant Jacques Chirac à Jean-Marie Le Pen : « Et puis 21 avril / Coup de tonnerre, de canon ».
Selon le chanteur, la gauche au pouvoir commence toujours dans l'espérance et la joie, et se termine dans la désillusion et la tristesse.

## Compléments
- Première cohabitation
- Deuxième cohabitation
- Troisième cohabitation